# Athyrium scotinum
Athyrium scotinum là một loài dương xỉ trong họ Athyriaceae. Loài này được Copel. mô tả khoa học đầu tiên năm 1951.
Danh pháp khoa học của loài này chưa được làm sáng tỏ. 